# Линдт, Август
Август Рудольф Линдт (нем. August Rudolf Lindt, 5 августа 1905, Берн — 14 апреля 2000, там же) — швейцарский юрист, дипломат, общественный деятель. Председатель Исполнительного совета ЮНИСЕФ (1953—1954). Верховный комиссар ООН по делам беженцев (1956—1960). Доктор права.

## Биография
Сын бернского фармацевта и производителя шоколада. Изучал право в университетах Женевы (1924—1925) и Берна. В 1927 году получил докторскую степень. С 1929 по 1940 год работал в банках Парижа, Берлина и Лондона. Был специальным корреспондентом в Германии. Несколько лет работал корреспондентом в европейских газетах, сообщал о событиях в Маньчжурии, Либерии, Иордании, районе Персидского залива и Туниса.
Во время Второй мировой войны возглавлял службу гражданской разведки швейцарской армии. С 1945 по 1946 год был делегатом специальной миссии Международного движения Красного Креста и Красного Полумесяца в Берлине. С 1946 года работал в качестве бернского пресс-секретаря департамента по политическим вопросам Конфедерации, затем — в Лондоне.
С 1953 по 1956 год — постоянный наблюдатель от нейтральной Швейцарии в Организации Объединённых Наций, с 1955 года — полномочный посланник миссии Швейцарии при ООН в Нью-Йорке. В 1953—1954 годах — председатель ЮНИСЕФ. В 1956 году назначен Верховным комиссаром Организации ОбъединЁнных Наций по делам беженцев (до 1960). Работая на этом посту, занимался оказанием гуманитарной помощи 200 000 венгров, бежавшим в Австрию и Югославию, после подавления советскими войсками Венгерского восстания 1956 года. В 1957 году руководил участием агентства в оказании помощи более 260 000 алжирским беженцам в Марокко и Тунисе.
В 1960—1962 годах — чрезвычайный и полномочный посол Швейцарской Конфедерации в США. Чрезвычайный и полномочный посол Швейцарии в СССР с 1966 по 1968 год.
Позднее работал генеральным комиссаром Международного комитета Красного Креста по Западной Африке. Был послом Швейцарии в Монголии, Индии и Непале.
С 1973 по 1975 год — советник президента Руанды.